# Ruillé-le-Gravelais
Ruillé-le-Gravelais era una comuna francesa situada en el departamento de Mayenne, de la región de Países del Loira, que el 1 de enero de 2016 pasó a ser una comuna delegada de la comuna nueva de Loiron-Ruillé al fusionarse con la comuna de Loiron.

## Demografía
| Gráfica de evolución demográfica de Ruillé-le-Gravelais entre 1800 y 2014 |
|                                                                           |

Los datos demográficos contemplados en este gráfico de la comuna de Ruillé-le-Gravelais se han cogido de 1800 a 1999 de la página francesa EHESS/Cassini, y los demás datos de la página del INSEE.